# Bombardamento di Kagoshima
Il bombardamento di Kagoshima, chiamato spesso anche guerra Anglo-Satsuma (薩英戦争?, Satsu-Ei sensō) dalla storiografia giapponese, fu un breve scontro militare combattuto ad agosto 1863 tra il dominio di Satsuma e la Royal Navy del Regno Unito.

## Antefatti
In seguito all'incidente di Namamugi il 14 settembre 1862 il tenente colonnello Edward St. John Neale pretese dal bakufu oltre alle scuse formali il pagamento di un risarcimento di 100 000 sterline, corrispondente a circa un terzo di tutte le entrate annue del bakufu, minacciando un bombardamento su Edo qualora il pagamento non fosse stato effettuato. Pretese inoltre da Satsuma un risarcimento danni di ulteriori 25 000 sterline in favore dei parenti della vittima Charles Lennox Richardson.
In quel momento lo shōgun era a Kyoto e il bakufu, rappresentato da Ogasawara Nagamichi, decise che per non inimicarsi le potenze europee fosse il caso di pagare e chiese l'aiuto della Francia nei negoziati. Il 2 luglio a bordo della nave da guerra francese Semiramis si tenne un incontro tra Ogasawara, Neale, Gustave Duchesne de Bellecourt, Benjamin Jaurès e Augustus Leopold Kuper in cui il governo giapponese chiese formalmente scusa e pagò l'indennità richiesta.
Contrariamente al proprio governo il dominio Satsuma rifiutò di scusarsi con gli inglesi, di pagare il risarcimento richiesto e di arrestare i samurai responsabili; la pretesa si fondava sul fatto che i Satsuma giudicavano l'inglese responsabile di aver offeso il daimyō, reato per il quale era prevista la pena di morte eseguita immediatamente. Tale interpretazione però era di fatto scorretta in quanto in virtù dei trattati ineguali i cittadini occidentali in Giappone non erano soggetti alle leggi locali.
Dopo diversi mesi di tentativi di negoziato, in cui i Satsuma rifiutarono sempre e comunque di pagare, Neale decise che era giunto il momento di ricorrere alla forza e chiese al comandante in capo della flotta dell'estremo oriente di costringere Satsuma a pagare il dovuto. Il bakufu cercò di dimostrare la propria estraneità agli eventi proponendo di inviare anch'egli una nave per la spedizione, tuttavia la proposta non ebbe seguito. La situazione fu peggiorata anche dal recente ordine di espellere i barbari proclamato dall'imperatore Kōmei l'11 marzo 1863 che ebbe come risultato nel luglio dello stesso anno un altro incidente che coinvolse delle navi mercantili nello stretto di Shimonoseki e in risposta al quale venne formata una alleanza internazionale che bombardò Shimonoseki.
La squadra britannica partì per la spedizione punitiva il 6 agosto da Yokohama ed era composta dall'ammiraglia HMS Euryalus (con il colonnello Neale a bordo), HMS Pearl, HMS Perseus, HMS Argus, HMS Coquette, HMS Racehorse e la cannoniera HMS Havock. La nave fu ancorata nella baia di Kinko l'11 agosto 1863 e si tentò un'ultima soluzione diplomatica, tramite un fitto scambio di lettere, che però non diede alcun esito.

## Combattimento

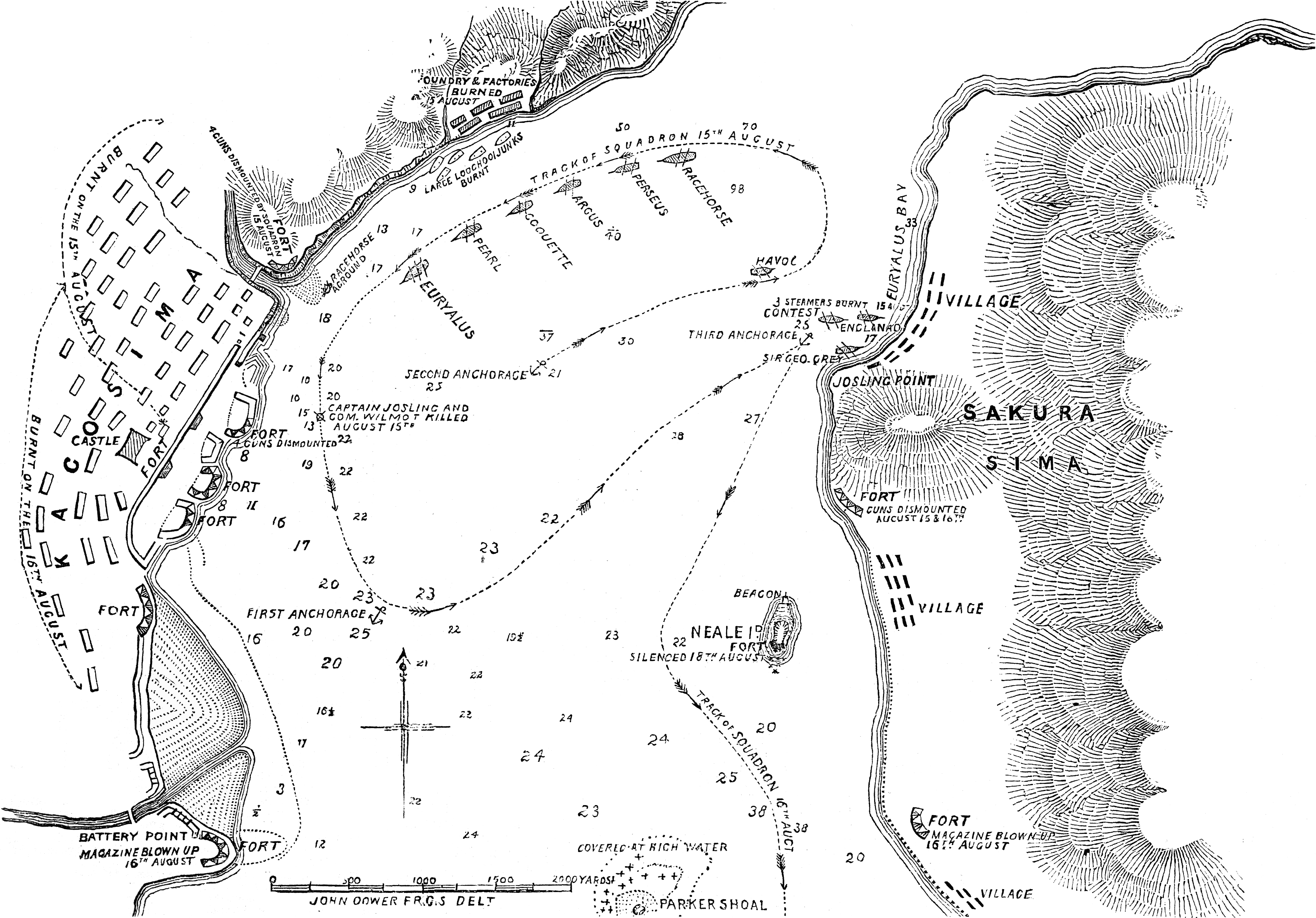
Mappa della battaglia

Scaduto il termine dell'ultimatum il comandante della Royal Navy decise di prendere di mira tre navi mercantili Satsuma ancorate nel porto di Kagoshima (tutte di fabbricazione straniera: la Sir George Grey, la Contest e la England, con un valore complessivo di circa 200 000 sterline. Approfittando del vento che si stava alzando tre navi Satsuma si mossero rapidamente e sorpresero i britannici danneggiando pesantemente tre navi con i cannoni. Dopo un paio d'ore gli inglesi riuscirono a disporsi secondo una linea di battaglia e iniziarono ad aprire il fuoco, danneggiando e affondando alcune giunche di pescatori locali e prendendo di mira anche molti edifici sulla riva, distruggendo circa 500 abitazioni, e preparandosi ad uno sbarco a terra che tuttavia non riuscirono a perseguire, in parte per la resistenza delle navi Satsuma ormai gravemente danneggiate e in parte perché Kuper ritenne che non fosse più necessario.
Durante i combattimenti i Satsuma accettarono di pagare la cifra richiesta dopo che il bakufu prestò la somma necessaria, ma non di processare gli assassini di Richardson. In seguito al crollo dello shogunato Tokugawa il prestito non fu mai ripagato.
Sorprendentemente dopo lo scontro i Satsuma e gli inglesi inizieranno ad avere rapporti pacifici e perfino a collaborare durante la guerra Boshin.

## Conseguenze
Il bombardamento ebbe 5 vittime tra i giapponesi (la città era stata preventivamente evacuata), mentre 13 inglesi persero la vita, tra cui il capitano Josling e il suo vice Wilmots, decapitati da una palla di cannone. I giapponesi reclamarono la vittoria nello scontro in virtù delle minor perdite e poiché gli inglesi non riuscirono a sbarcare come si erano prefissati.
La città di Kagoshima fu seriamente danneggiata, ma venne prontamente ricostruita.
Ai cannoni di una delle navi Satsuma c'era un giovane Tōgō Heihachirō, futuro ammiraglio che si distinguerà per la sua abilità militare nella guerra russo-giapponese.